# Dicranidae
Dicranidae, podrazred pravih mahovina.

## Sistematika
- subclassis Dicranidae Doweld
  - Timmiellaceae Y.Inoue & H.Tsubota
  - Distichiaceae Schimp.
  - Flexitrichaceae Ignatov & Fedosov
  - ordo: Catoscopiales Ignatov & Ignatova
    - Catoscopiaceae Broth.

  - ordo: Pseudoditrichales Ignatov & Fedosov
    - Pseudoditrichaceae Steere & Z. Iwats.
    - Chrysoblastellaceae Ignatov & Fedosov

  - ordo: Scouleriales Goffinet & W.R. Buck
    - Scouleriaceae S. P. Churchill in Funk & D. R. Brooks
    - Drummondiaceae Goffinet

  - ordo: Bryoxiphiales Á. Löve & D. Löve
    - Bryoxiphiaceae Besch.

  - ordo: Grimmiales M. Fleisch.
    - Saelaniaceae Ignatov & Fedosov.
    - Grimmiaceae Arn.
    - Ptychomitriaceae Schimp.
    - Seligeriaceae Schimp.

  - ordo: Archidiales Limpr.
    - Archidiaceae Schimp.

  - ordo: Dicranales M. Fleisch.
    - Fissidentaceae Schimp.
    - Hypodontiaceae Stech & W. Frey
    - Eustichiaceae Broth.
    - Ditrichaceae Limpr.
    - Bruchiaceae Schimp.
    - Rhachitheciaceae H. Rob.
    - Erpodiaceae Broth.
    - Schistostegaceae Schimp.
    - Viridivelleraceae I. G. Stone
    - Hymenolomataceae Ignatov & Fedosov
    - Rhabdoweisiaceae Limpr.
    - Dicranaceae Schimp.
    - Rhizogemmaceae Bonfim Santos, Siebel & Fedosov
    - Ruficaulaceae Bonfim Santos & Fedosov
    - Aongstroemiaceae De Not.
    - Dicranellaceae Stech
    - Dicranellopsidaceae Bonfim Santos, Siebel &Fedosov
    - Micromitriaceae Smyth ex Goffinet & Budke
    - Leucobryaceae Schimp.
    - Octoblepharaceae A.Eddy ex M.Menzel
    - Calymperaceae Kindb.

  - ordo: Pottiales M. Fleisch.
    - Pottiaceae Schimp.
    - Pleurophascaceae Broth.
    - Serpotortellaceae W. D. Reese & R. H. Zander
    - Mitteniaceae Broth.